# Muzeray
Muzeray – miejscowość i gmina we Francji, w regionie Grand Est, w departamencie Moza.
Według danych na rok 1990 gminę zamieszkiwały 93 osoby, a gęstość zaludnienia wynosiła 11 osób/km² (wśród 2335 gmin Lotaryngii Muzeray plasuje się na 952. miejscu pod względem liczby ludności, natomiast pod względem powierzchni na miejscu 712.).